# Лунар орбитер (программа)
Программа «Лунар орбитер» (англ. Lunar Orbiter) — серия из 5 автоматических орбитальных аппаратов (искусственных спутников Луны), запущенных США в 1966—1967 годах с целью картографирования лунной поверхности.
Все 5 полётов были успешными, и 99 % поверхности Луны было сфотографировано с разрешением 60 м или лучше.
Первые 3 аппарата были запущены на орбиты низкого наклонения, тогда как 4-й и 5-й — на высокие полярные орбиты. «Лунар орбитер-4» сфотографировал полностью видимую сторону Луны и 9% её обратной стороны, а «Лунар орбитер-5» завершил съёмку обратной стороны и выполнил снимки со средним (20 м) и высоким (2 м) разрешением для 36 выбранных областей Луны.
Ранее не очень чёткие снимки обратной стороны Луны были получены советским аппаратом Луна-3 (запуск 4 октября 1959), а первые ясные снимки обратной стороны переданы советской межпланетной станцией Зонд-3 (запуск 18 июля 1965).

## Устройство
Для решения задачи картографирования поверхности Луны одно из подразделений НАСА — Научно-исследовательский центр им. Лэнгли объявило конкурс на создание космического аппарата, который выиграла компания Боинг Co. Она построила 8 аппаратов, из которых только 5 были отправлены на окололунную орбиту, остальные использовались для испытаний. 
Конструкция всех аппаратов была одинакова, с незначительными изменениями.
Размеры аппарата — 1,68 метра в высоту и 1,5 метра в поперечном сечении, вес — 385,6 кг.
Для управления полётом космический аппарат был снабжён простым вычислительным устройством от Electronic Memories Corp, корректирующей двигательной установкой, системой ориентации и стабилизации, а также приёмно-передающей аппаратурой.
Электропитание аппарата обеспечивалось четырьмя солнечными батареями и никель-кадмиевыми аккумуляторами, номинальная мощность 375 Вт, потребляемая 233 Вт, напряжение 31 В. 
Система теплоотведения пассивного типа — через днище аппарата, не покрытое теплоизоляцией.
Фототелевизионная установка аппарата была изготовлена компанией Eastman Kodak, в её состав входило две камеры: первая – с широкоугольным объективом Xenotar для снимков со средним разрешением, имела возможность делать стереопары снимков; вторая – с телеобъективом Paxoramic для снимков с высоким разрешением.
Кроме фотокамер, на аппарате «Лунар орбитер» был установлен радиомаяк для изучения гравитационного поля Луны и детекторы, которые позволяли узнать, с каким количеством метеорных частиц придётся столкнутся кораблям «Аполлон» на пути к Луне.

## История запусков
Были совершены следующие полёты «Лунар орбитер»:
- «Лунар орбитер-1»
  - Запуск 10 августа 1966
  - Фотосъемка Луны: 18—29 августа 1966
  - Цель — разведка возможных мест посадки «Аполлонов»
- «Лунар орбитер-2»
  - Запуск 6 ноября 1966
  - Фотосъемка Луны: 18—25 ноября 1966
  - Цель — разведка возможных мест посадки «Аполлонов»
- «Лунар орбитер-3»
  - Запуск 5 февраля 1967
  - Фотосъемка Луны: 15—23 февраля 1967
  - Цель — разведка возможных мест посадки «Аполлонов»
- «Лунар орбитер-4»
  - Запуск 4 мая 1967
  - Фотосъемка Луны: 11—26 мая 1967
  - Задача — картографирование лунной поверхности
- «Лунар орбитер-5»
  - Запуск 1 августа 1967
  - Фотосъемка Луны: 6—18 августа 1967
  - Задача — картографирование лунной поверхности, в том числе с высоким разрешением